# NGC 7172
NGC 7172 je spiralna galaktika u zviježđu Južnoj ribi. Skupa s galaktikama  NGC 7173, NGC 7174 i NGC 7176 tvori Hicksonovu kompaktnu skupinu HCG 90.

## Vanjske poveznice
- (engl.) SEDS: NGC 7172
- (engl.) Hartmut Frommert: Revidirani Novi opći katalog
- (engl.) Izvangalaktička baza podataka NASA-e i IPAC-a
- (engl.) Astronomska baza podataka SIMBAD
- (engl.) VizieR
- DSS-ova slika NGC 7172  Arhivirana inačica izvorne stranice od 27. ožujka 2016. (Wayback Machine)
- (engl.) Auke Slotegraaf: NGC 7172 Deep Sky Observer's Companion
- (engl.) Courtney Seligman: Objekti Novog općeg kataloga: NGC 7150 - 7199